# Cospudener See
Der Cospudener See ist ein südlich von Leipzig gelegener künstlicher See. Er entstand aus einem Tagebaurestloch, das geflutet wurde. Anteile an der Seefläche haben die drei sächsischen Städte Leipzig (Gemarkung Lauer), Markkleeberg (Gemarkungen Gautzsch und Cospuden) sowie Zwenkau (Gemarkung Eythra).
Der im Volksmund oft „Cossi“, seltener „Cospi“, genannte See bietet eine Vielzahl von Freizeit-, Erholungs- und Sportmöglichkeiten.

## Entstehung
Der Aufschluss des Tagebaus Cospuden (1981) als Abzweig vom Tagebau Zwenkau fiel in die Zeit der seit Mitte der 1970er Jahre in der DDR betriebenen radikalen Auskohlungspolitik, in welcher infolge der Erdölkrisen eine maximale Nutzung der heimischen Braunkohle angestrebt wurde. Der unmittelbar am südlichen Leipziger Stadtrand gelegene Tagebau sollte in mehreren Feldern bei einer Jahresleistung von ca. 5–6 Millionen Tonnen bis etwa 1996 betrieben werden. Sein Aufschluss machte die Überbaggerung der land- und forstwirtschaftlich genutzten Elsterauenlandschaft erforderlich, ein bis dahin beliebtes Naherholungsziel südlich von Leipzig. Zudem wurden mehrere kleine Siedlungsteile, wie z. B. das ehemalige Rittergut Lauer, devastiert und insgesamt 43 Einwohner umgesiedelt. Das namensgebende Dorf Cospuden (38 Einwohner), dessen Bewohner man bereits 1974 im Zusammenhang mit dem Tagebau Zwenkau aussiedelte, wurde im Verlauf des Jahres 1981 endgültig überbaggert. Der wirtschaftliche Strukturwandel und massive Akzeptanzprobleme in der Bevölkerung, die sich 1989 in der Etablierung der breiten Bürgerinitiative Stop Cospuden ausdrückten, führten 1992 zur Fördereinstellung. Bis dahin hatte der Tagebau eine Abgrabungsfläche von 5,1 km² in Anspruch genommen und rund 32 Millionen Tonnen Braunkohle an die umliegenden Veredlungsbetriebe geliefert.
Bereits die DDR-Nachnutzungsplanung sah aufgrund der Lage am unmittelbaren Leipziger Stadtrand nach dem Ende der Förderung die komplette Wasserfüllung des Restloches und die Schaffung freizeitorientierter Nachnutzungsmöglichkeiten vor. Diese Kernidee wurde bei der Revitalisierung des Geländes beibehalten. Durch den Zufluss von Grund- und Niederschlagswasser sowie Sümpfungswasser aus den Tagebauen Zwenkau (ab 1994) und Profen (ab 1998) erreichte der See im Frühjahr 2000 seinen Endwasserspiegel von 110 m ü. NN mit neutralen Wasserverhältnissen.
Damit war der Cospudener See der dritte Bergbaurestsee im Leipziger Neuseenland, der einer Nachnutzung übergeben werden konnte. Der gegenüber den anderen Seen zeitliche Entstehungsvorteil und die stadtnahe und verkehrsgünstige Lage bedingten die vergleichsweise rasche Etablierung der anspruchsvollen freizeitwirtschaftlichen Anlagen im Umfeld des Sees. Diese reichen in ihrem Umfang weit über die gesetzlich vorgeschriebenen Revitalisierungsleistungen und auch über die Nutzungsformen an vergleichbaren Restseen hinaus, da der Cospudener See als Modellprojekt für die Möglichkeiten der Gestaltung einer Bergbaufolgelandschaft angesehen wurde. Dabei wurde die Finanzierung und Umsetzung der Planungen wesentlich durch die unter dem Thema Mensch, Natur und Technik stehende Weltausstellung Expo 2000 forciert, an welcher der Cospudener See als dezentraler Beitrag der Stadt Leipzig teilnahm. Er stellte den Mittelpunkt des Beitrages Landschaftsnutzung – Landschaftspflege dar. Die Expo war Anlass und Motor für die Revitalisierung des Tagebaugeländes Cospuden.

## Nutzungen

### Überblick
Während der Rekultivierung wurde um den See herum ein Naherholungsgebiet mit Strand und Landschaftspark angelegt und im Rahmen der Expo 2000 am 1. Juni 2000 eröffnet. Die Freizeitangebote werden zum Sonnen und Schwimmen sowie u. a. von Seglern, Windsurfern, Kitesurfern, Inlineskatern, Tauchern und Radfahrern gut angenommen, so dass sich der Cospudener See zu einem beliebten Naherholungsgebiet entwickelt hat. In den letzten Jahren wurde er durchschnittlich von etwa 450.000 Menschen pro Saison frequentiert. Im Zuge der Leipziger Olympiabewerbung für 2012 waren am Cospudener See Wettbewerbe im Rudern, Triathlon sowie im Beachvolleyball und umfangreiche andere Freizeitaktivitäten geplant. Der See bietet folgende Nutzungsmöglichkeiten:

### Landschaftspark Nordufer

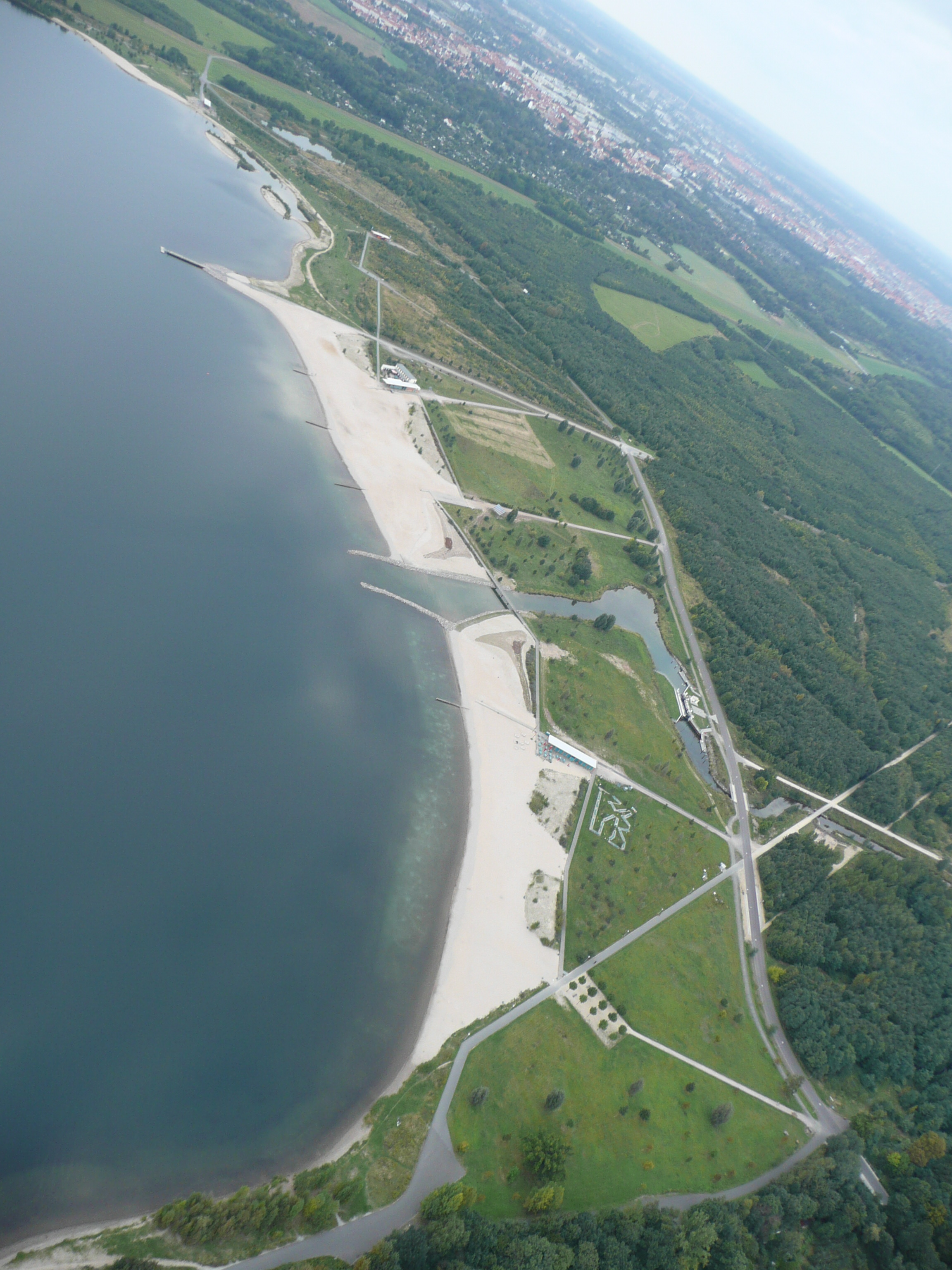
Nordufer

- Eingangsgebäude mit Ausstellung über die Bergbaugeschichte und den Landschaftswandel im Südraum Leipzig sowie mit Fahrradausleihstation,
- 1,5 km lange Landschafts- und Erlebnisachse vom Eingangsgebäude zum Strandbereich,
- Tertiärwald (Arboretum) bestehend aus Pflanzengesellschaften und geologischen Artefakten, die an die Entstehungszeit der Braunkohle erinnern,[11][12]
- Wasserspielplatz,
- 1 Kilometer langer und 70 Meter breiter Strand mit Spiel- und Liegewiesen,
- Strandpavillons mit Servicestationen (Gastronomie, Umkleide, Sanitäranlagen),
- Anlegestelle für Schiffsrundfahrten,
- Veranstaltungsbühne,
- Minigolfanlage.

Von 2010 bis 2022 fand am letzten Sonntag im Juli das Th!nk?-Festival für Techno und House Music statt.

### Zöbigker Winkel (Ostufer)

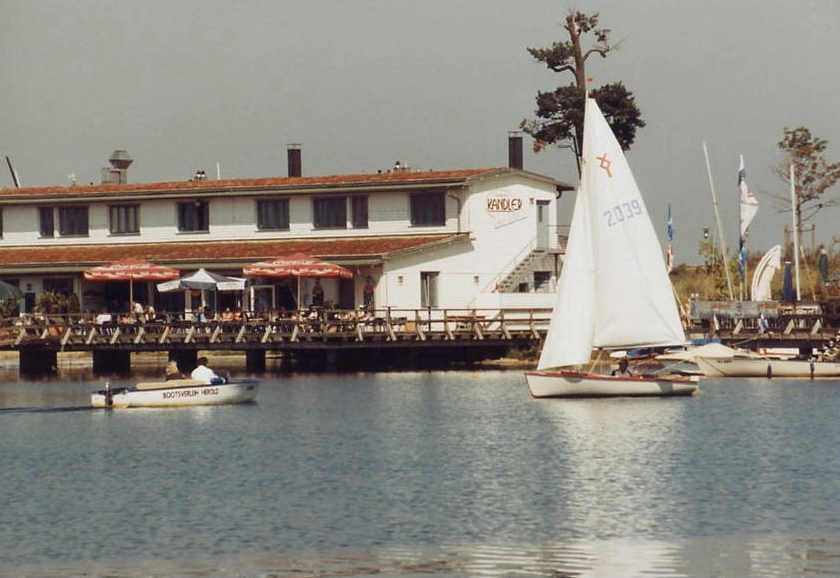
Wassersportzentrum Zöbigker Winkel

- Wassersportzentrum Pier I (Paddeln, Rudern, Surfen, Segeln, Kite-Surfen, Tauchschule, Bootsverleih etc.)
- 100 Meter lange Marina mit drei Seitenstegen und Liegeplätzen für ungefähr 200 Boote,
- Anlegestelle für Schiffsrundfahrten,
- drei große Hafenhäuser u. a. mit Servicestationen, Gastronomie mit Seeterrasse, Einzelhandel, Sauna mit Seezugang, Sanitäranlagen, Ferienwohnungen,
- Gastronomische Einrichtung am Ostuferweg mit Restaurant, Strandcafé und Strandbar
- Neun-Loch-Golfanlage
- Tauchpfad mit natürlichen und künstlichen Unterwasserattraktionen (z. B. Unterwasserwald, Bootswrack, Parkuhr, Förderbänder)[14].

### Bistumshöhe (Südufer)

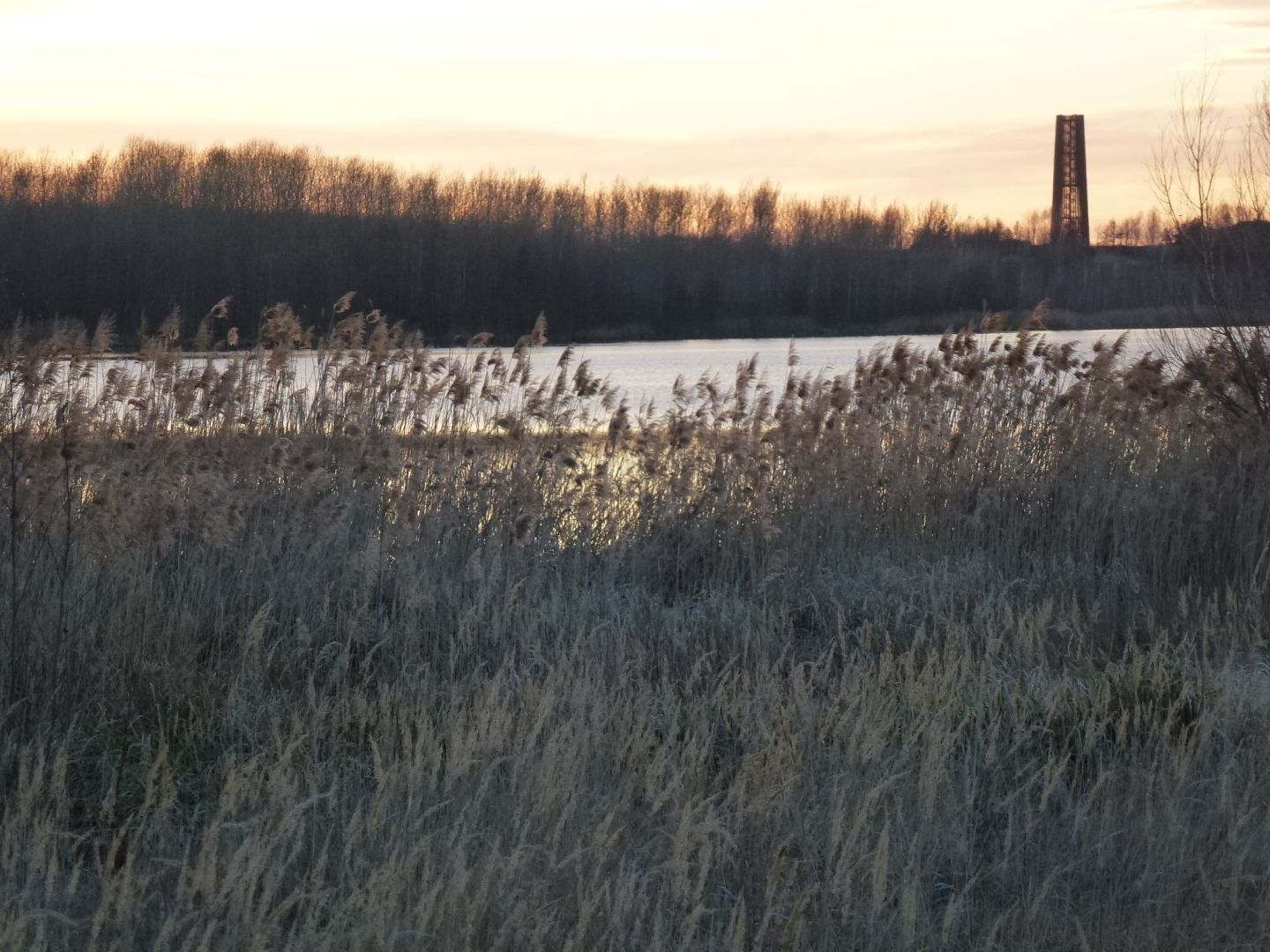
Südufer mit Aussichtsturm

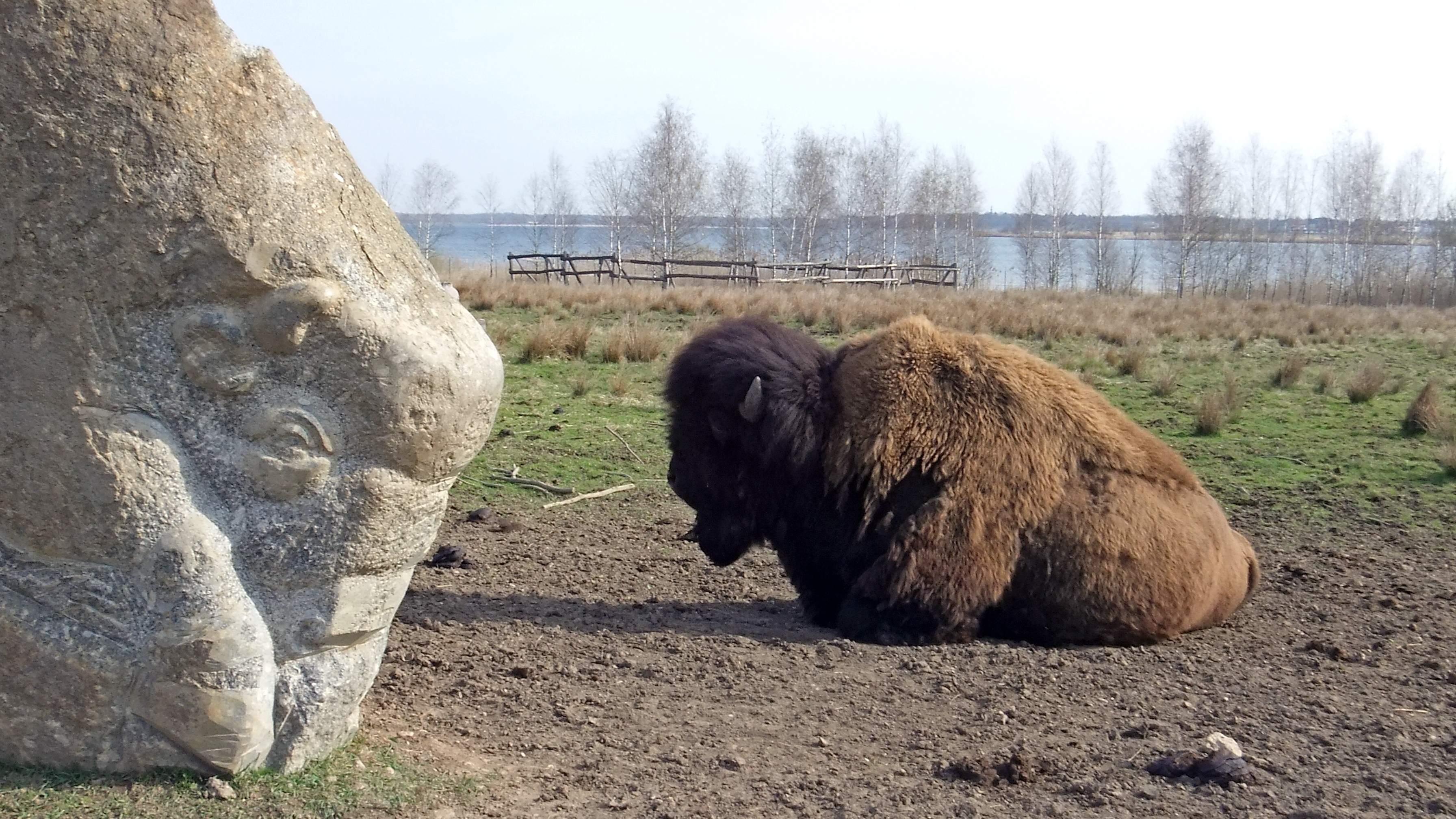
Waldbison an der Bistumshöhe

- Aussichtsturm (35 m, 180 Stufen) auf einem künstlich aufgeschütteten Hügel (135 m ü. NN)[15][16], Blick über den See, den ehemaligen Elsterstausee, den Freizeitpark Belantis und die Skyline von Leipzig
- In einem Gehege am Ufer weiden Waldbison- und Sikawild-Herden.

### Westufer
- Vorrang- und Vorbehaltsgebiet für den Natur- und Landschaftsschutz,
- Ökologischer Mindestverbund zwischen den Landschaftsschutzgebieten Leipziger Auwald im Norden und Elsteraue im Süden.

### Sonstige
- Inselbriefkasten,
- zwei Inseln mit Schiffswrack,
- ein 10,6 Kilometer langer Rundweg (vollständig asphaltierter Rad- und Skaterweg) um den See[17] mit Anschlusswegen z. B. nach Markkleeberg, Belantis, Elsterstausee, Kulkwitzer See, Grünau, Großzschocher, Schleußig, zum Südlichen Auenwald und zum agra-Park,
- Schiffsrundfahrten mit der MS Cospuden und dem Solarboot Solaria 1[18],
- Zwei überdachte Floße mit Grill für Selbstfahrer,
- überdachte und mit durchsichtigen Regenplanen ausgestattete Tretmobile für Familien und besonders Menschen mit Gehbehinderung, die zur Miete angeboten werden,
- vielfältige Events (Freiluftkino, Drachenbootrennen, Langstreckenschwimmen, Konzerte am See, Lesungen, Liederabende, wechselnde Ausstellungen etc.)

## Gewässerverbund

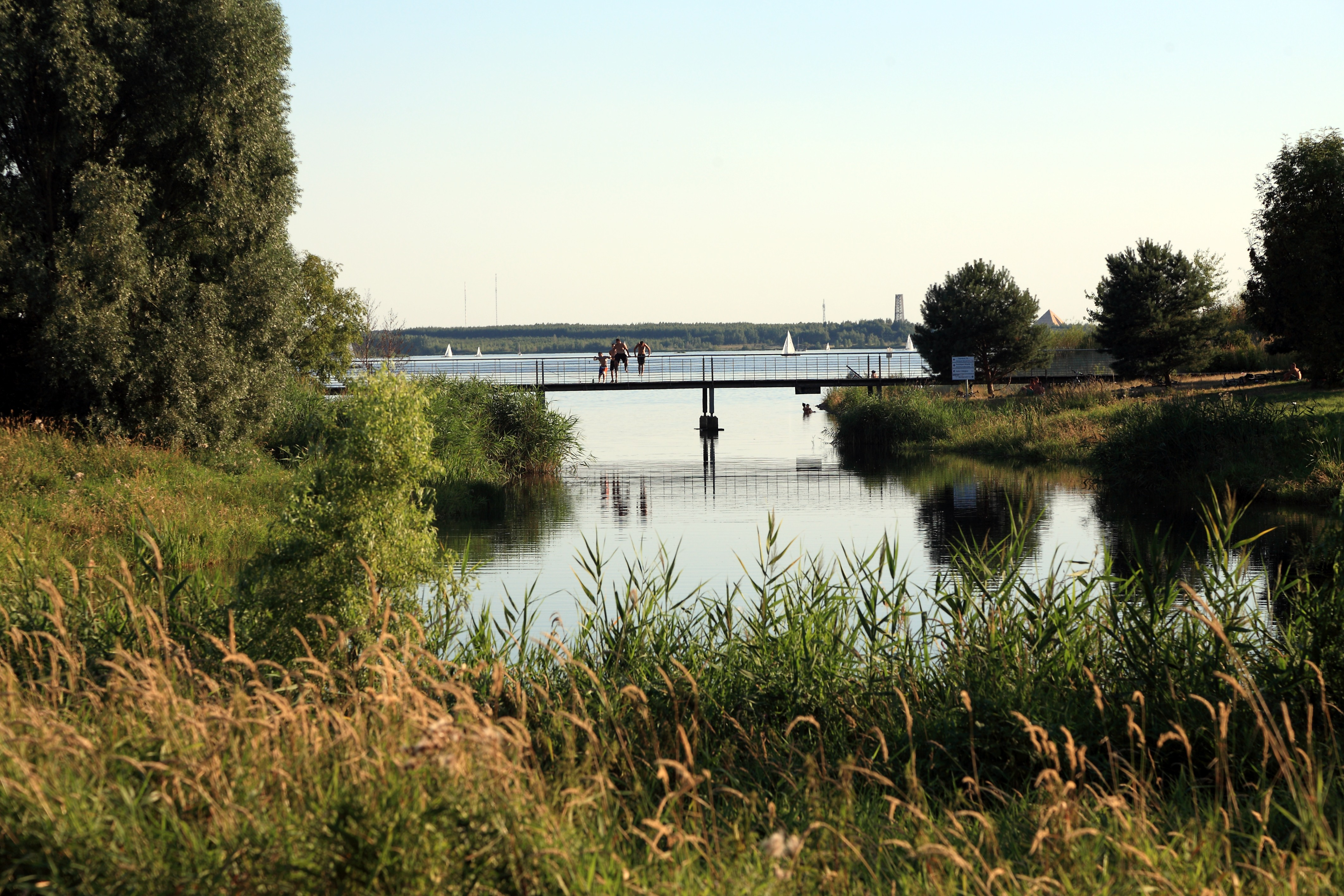
Kanal zum Waldsee Lauer

Ein neu geschaffener Kanal verbindet über den Waldsee Lauer und über die Batschke (heute meist Floßgraben) den Nordteil des Sees schiffbar (kleine Boote) durch die Wälder der Elster-Pleiße-Aue mit der Pleiße und über die Schleuse am Connewitzer Wehr auch mit der Weißen Elster. Der Zwenkauer See sollte über den Harthkanal ebenfalls mit dem Cospudener See verbunden werden, dessen Kosten sich aber vervielfachten und von 10 Mio. Euro auf zuletzt rund 150 Mio. Euro stiegen. Bis zum Abbruch des Projekts wurden durch die LMBV bereits 35 Mio. Euro ausgegeben, u. a. für die Verdichtung des Kippenbodens. Die wasserwirtschaftlich notwendigen Maßnahmen zur Überschusswasserableitung und Hochwasserentlastung werden nun kostengünstiger umgesetzt. Für den Wassertourismus wird nun eine Bootspassage als Alternative geprüft.
Im Rahmen des Gewässerverbundes im Leipziger Neuseenland soll ein Großteil der gefluteten Tagebaurestlöcher untereinander und über die Fließgewässer mit der Stadt Leipzig und dem Leipziger Auenwald verbunden werden. Davon erhofft sich die Region bessere Entwicklungs- und Vermarktungschancen als eine Reihe nicht verbundener Einzelseen. Aufgrund der hohen Investitionen, die mit 30–35 Millionen Euro beziffert wurden, sollte eine Beteiligung privater Investoren sowie das Finden belastbarer Trägerschafts- und Betreibermodelle für die Umsetzung der Planungen erfolgen, was jedoch nicht zustande kam. Der Cospudener See ist Bestandteil des 2015 vorgelegten Tourismuswirtschaftlichen Gesamtkonzeptes für die Gewässerlandschaft im mitteldeutschen Raum.

## Besonderheiten
Der südliche Seeteil gehört zur Gemarkung der Stadt Zwenkau. Dadurch kann das Standesamt Zwenkau eine Schiffshochzeit auf dem See, an Bord der MS Neuseenland, anbieten. Die MS Neuseenland, eine Hamburger Hafenbarkasse, fährt seit 2003 als Charterschiff auf dem See.

## Verkehr
An der Brückenstraße steht ein großer kostenfreier Besucherparkplatz zur Verfügung, der knapp ein Kilometer vom Nordstrand entfernt ist. Außerdem fährt von dort die Buslinie 65 direkt zum Nordstrand, die Großzschocher und den S-Bahnhof Markkleeberg verbindet. Nur aus Richtung Großzschocher liegt der Cospudener See in der Tarifzone 110 (Stadt Leipzig). In den Sommermonaten, von Mai bis September, ist dieser Bereich am Wochenende auch mit der verlängerten Buslinie 79 (Thekla–Stötteritz–Probstheida–Cospudener See) erreichbar.

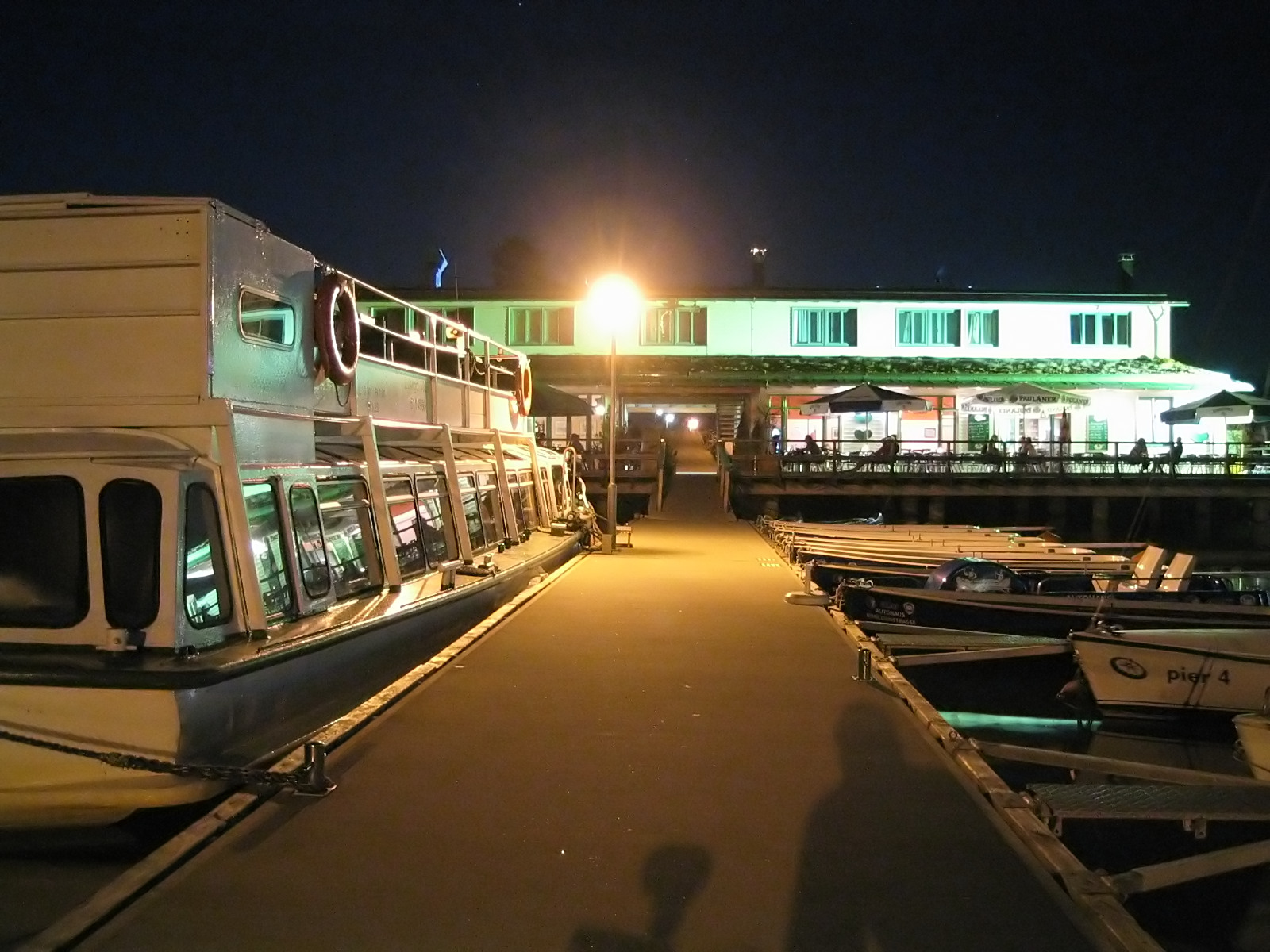
MS Cospuden am Pier I in Markkleeberg

In Zöbigker, und somit am Ostufer, existieren zwei weitere Parkplätze: der Erste liegt 500 Meter vom Pier I entfernt, der Zweite ist direkt am Hafen Pier und für Bootsbesitzer und Gehbehinderte gedacht. Ebenfalls in Zöbigker hält die Buslinie 106 (Probstheida/Auenhain–Markkleeberger See–Markkleeberg–Großstädteln), deren Haltestelle sich weniger als 300 Meter vom Strand entfernt befindet.
Der See ist weiterhin durch eine Schleuse im nördlichen Bereich an die Leipziger Fluss- und Kanallandschaft angebunden. Damit ist es möglich vom Stadthafen in Leipzig bis auf den See zu fahren. Im Hafen können nicht nur kleinere Segelschiffe anlegen, sondern vom Pier I verkehrt auch ein Ausflugsschiff. Das von der Tourismus- und Freizeitservice GmbH betriebene Motorschiff MS Cospuden fährt seit dem 25. März 2000 auf dem See. Es besitzt ein Ober- und ein Unterdeck. Eine Fahrt inklusive Seemannsgarn des Kapitäns dauert ca. eine Stunde.

Impressionen
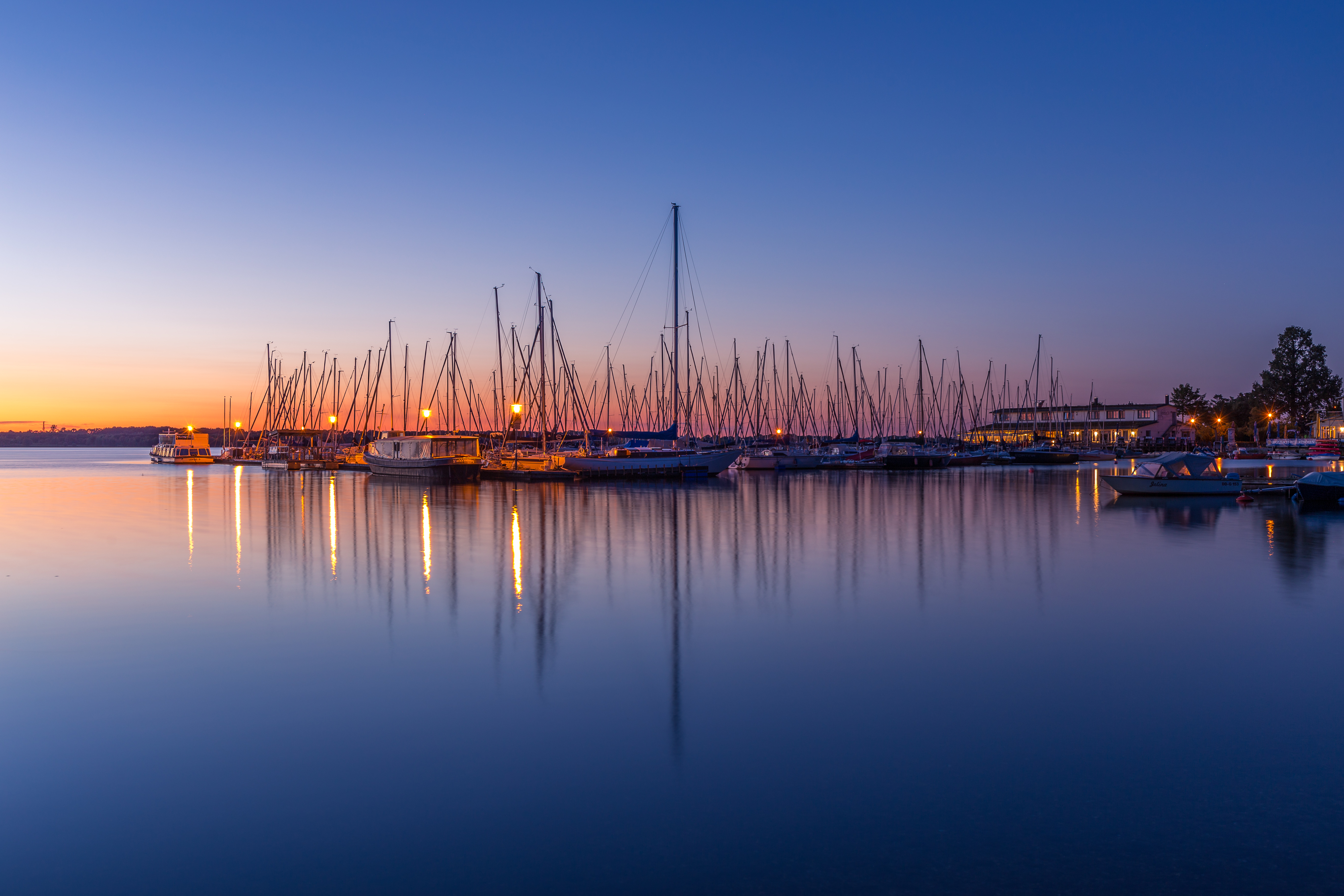
Marina Zöbigker Hafen
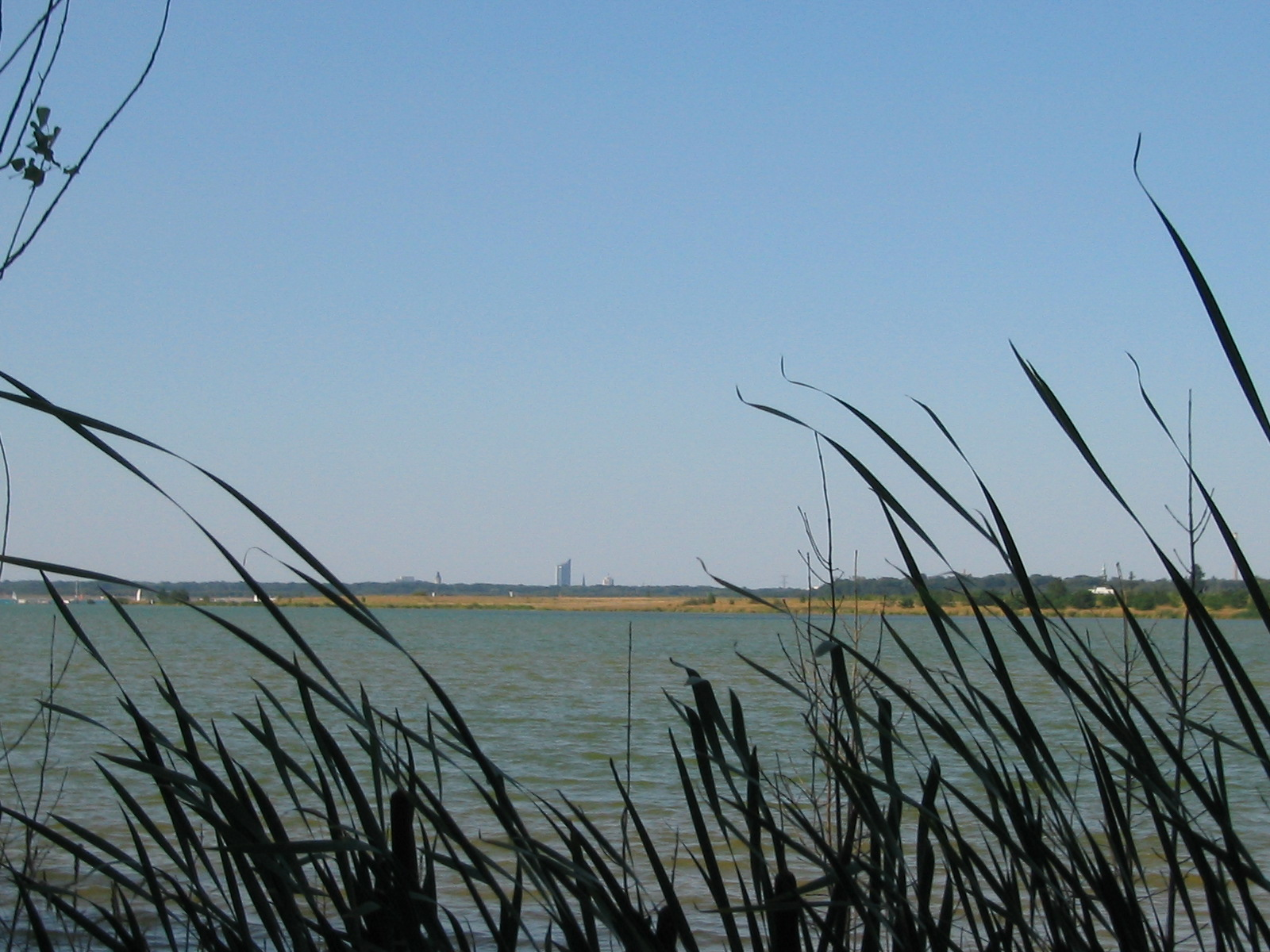
Cospudener See Richtung Leipzig
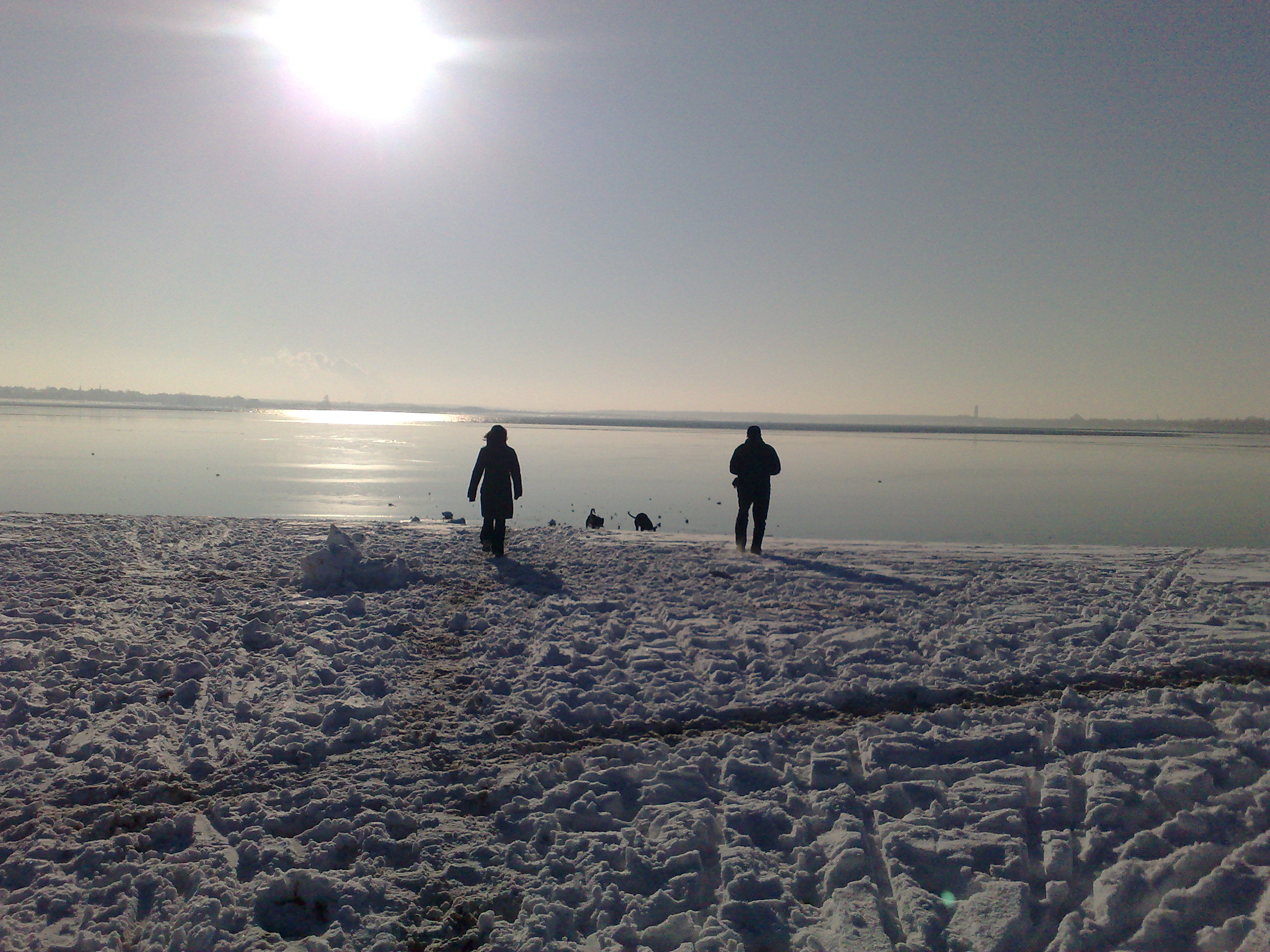
Cospudener See im Winter
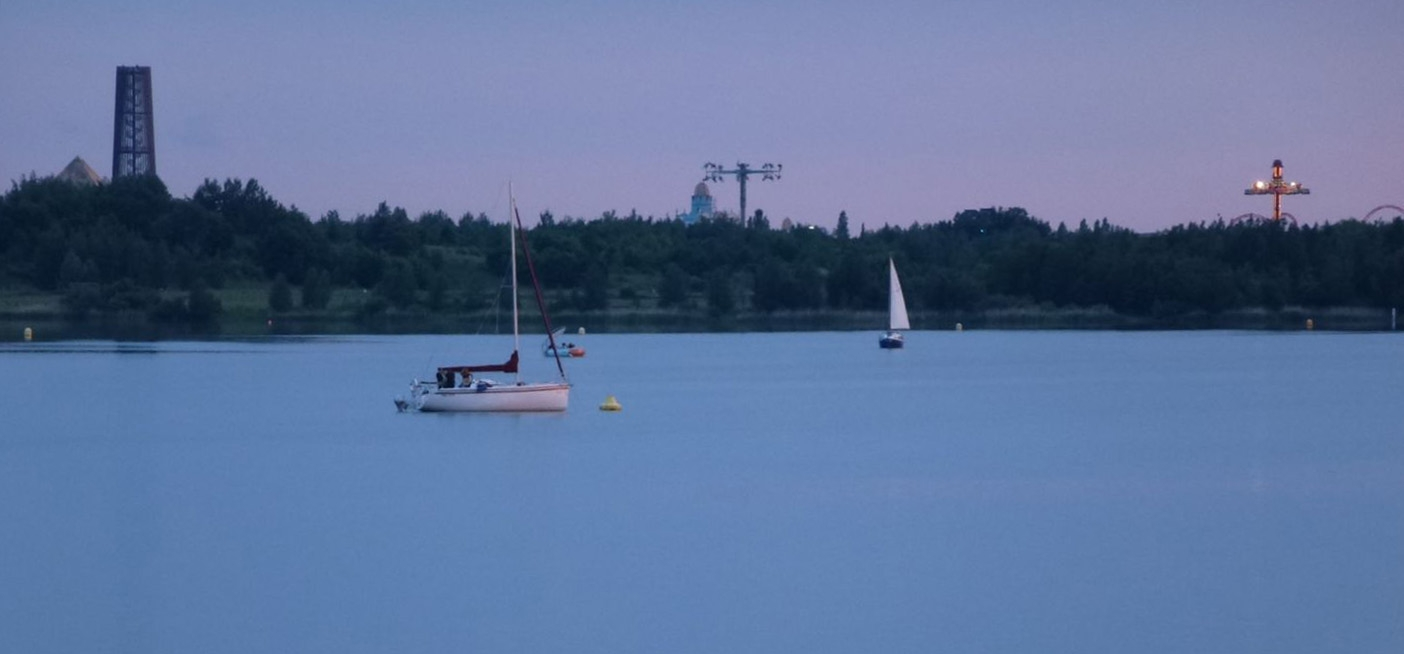
Abend am Südufer mit Bistumshöhe und Belantis
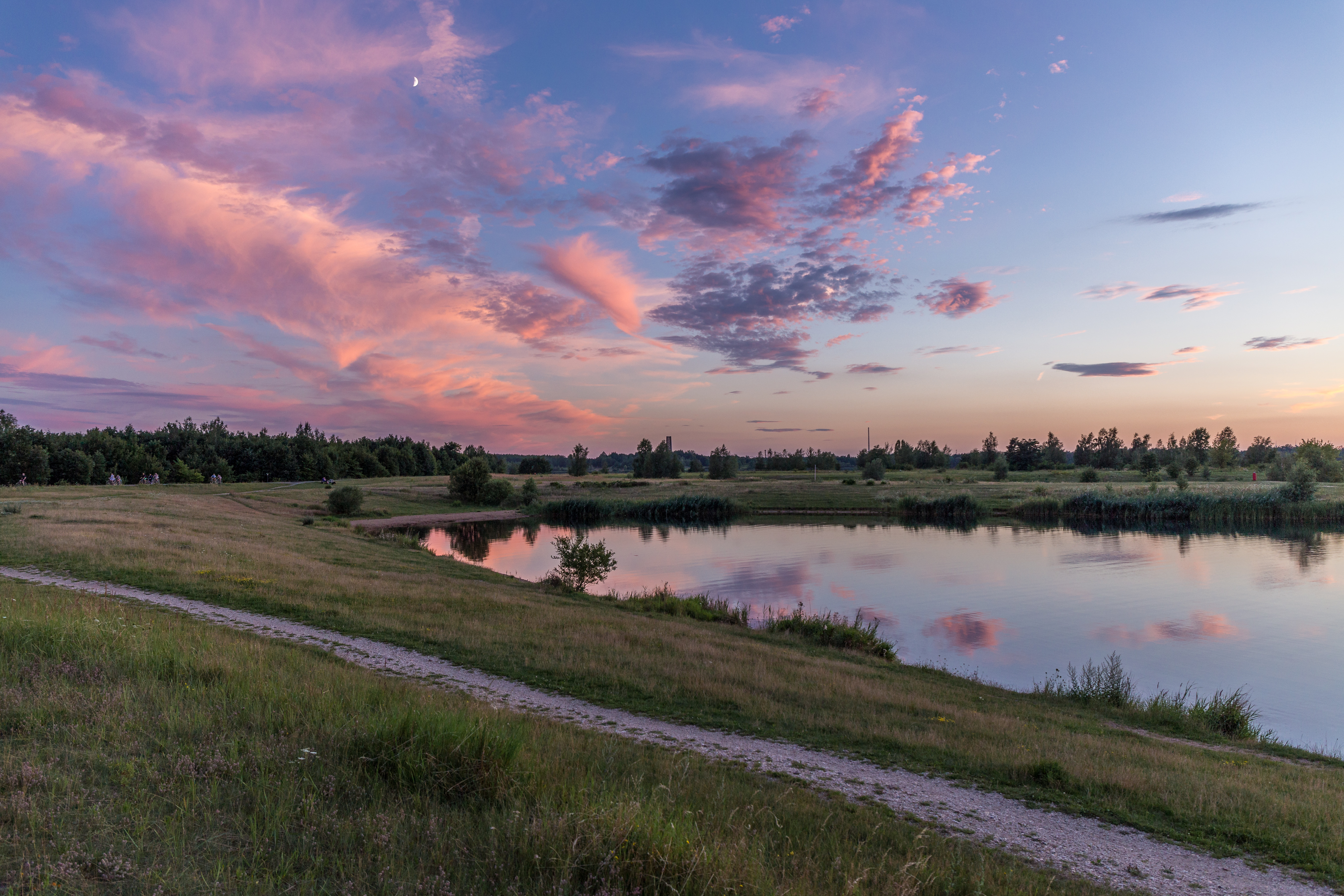
Sonnenuntergang am Südufer

## Auszeichnungen
2003 schaffte es das Projekt Leipzig. A Second Nature Landscape Cospuden auf die Shortlist des Preises der Europäischen Union für Zeitgenössische Architektur – Mies van der Rohe Award.